# Lagoa Dourada
Lagoa Dourada là một đô thị thuộc bang Minas Gerais, Brasil. Đô thị này có diện tích 479,573 km², dân số năm 2007 là 11792 người, mật độ 26,1 người/km².